# خانقاه کوهی (جماعت)
خانقاه کوهی  (به خط تاجیکی: ҷамоати деҳоти Хонақоҳи Кӯҳӣ) جماعت دهات در کشور تاجیکستان است که در ناحیهٔ حصار، منطقهٔ «ناحیه‌های تابع جمهوری» قرار دارد. جمعیت این جماعت ۳۳٬۵۰۹ است.

## لیست دهات تابعه
(جمعیت در سال ۲۰۲۲ میلادی)
- ‌ اربابی (Арбобӣ)(۱٬۰۳۵)
- ارجینک (Арҷинак)(۵۰۱)
- اسکیچ (Искич)(۲٬۸۴۱)
- ‌ ایستانی (Истонӣ)(۸۸۲)
- تخت (Тахт)(۱٬۱۰۳)
- ترش‌باغ (Турушбоғ)(۱٬۶۱۰)
- چشمه بازار (Чашмаи Бозор)(۹۸۸)
- چنگ‌آب (Чангоб)(۲٬۰۲۱)
- خانقاه (Хонақоҳ)(۲٬۱۳۴)
- رغابه (Рағоба)(۳۳۱)
- شال‌ (Шол)(۱٬۳۷۱)
- شاهان (Шоҳон)(۲٬۲۸۹)
- علی‌بیگی (Алибегӣ)(۸۹۱)
- کفش‌دوزان (Кафшдӯзон)(۳٬۷۴۶)
- کوشکک مزار (Кӯшкаки Мазор)(۱٬۷۶۱)
- گل‌دره (Гулдара)[سابقا جن‌دره / Ҷиндара](۶۸۶)
- ‌ قلعه جابر (Қалъаи Ҷобир)(۴۹۱)
- لب‌سای (Лабисой)(۶۴۵)
- ‌ لته‌خارک (Латтахорак)(۱٬۲۲۵)
- مهرگان (Меҳргон)(۹۶۱)
- نیلو (Нилу)(۴٬۴۹۸)
- ورگنداک (Варгандок)(۳۶۳)
- یکه‌توت (Яккатут)(۱٬۱۳۶)